# Unión Militar Democrática
Pour les articles homonymes, voir UMD.
La Unión Militar Democrática (Union militaire démocratique, UMD) est une organisation militaire clandestine fondée en Espagne à la fin du franquisme, début septembre 1974, par un petit groupe de jeunes officiers, trois commandants et neuf capitaines issus de divers corps, dans l'objectif de développer les aspirations démocratiques parmi les Forces armées espagnoles et de limiter l'influence politique d'une armée dont une part importante et influente des membres adhérait encore aux postulats franquistes au cours du processus de transition démocratique.

## Présentation
L’UMD fut fondée les 31 août et 1er septembre 1974 à Barcelone par 12 officiers ou sous-officiers : les commandants Luis Otero Fernández (es), Guillermo Reinlein, et Julio Busquets, et les capitaines Jesús Consuegra, Enrique López-Amor, José Julve, José Sagrada, Juan Diego, Gabriel Gardona, Julián Delgado, Santiago Perinat et Antonio Miralles.
L'UMD comptait environ 200 membres, pour la plupart affectés en Catalogne. Sa fondation fut largement inspirée par la révolution des Œillets, survenue au Portugal la même année, et qui mit fin à la dictature de Salazar. L'organisation fut découverte par les services d'intelligence et neuf de ses membres furent arrêtés à Madrid le 29 juillet 1975, puis jugés le 10 mars suivant, sept d'entre eux étant conséquemment expulsés de l’armée. Ils furent accusés de fomenter un coup d'État, ce qui est formellement démenti par les historiens ayant étudié l’organisation ; selon Javier Tusell, il est « peu contestable [..] que l’UMD n’a jamais pensé se soulever ou employer la violence »,. Elle prononça sa dissolution en juin 1977, après la tenue des premières élections démocratiques,.